# Hymenaster graniferus
Hymenaster graniferus är en sjöstjärneart som beskrevs av Percy Sladen 1882. Hymenaster graniferus ingår i släktet Hymenaster och familjen knubbsjöstjärnor. Inga underarter finns listade i Catalogue of Life.